# Luis Kutner
Luis Kutner (Chicago, 9 de junio de 1908 - Ib. 1 de marzo de 1993) fue un abogado estadounidense activista en favor de los derechos humanos. Fue cofundador, junto con Peter Benenson, de Amnistía Internacional en 1961. Además, fue el creador del documento denominado testamento vital y defensor del derecho al habeas corpus mundial, además de ser escritor, poeta, novelista y dramaturgo.

## Datos biográficos
En 1927 se graduó como abogado en la Universidad de Chicago. Ejerció la abogacía desde 1930 siendo reseñable su defensa de los derechos humanos. En 1961, junto a Peter Benenson fundó Amnistía Internacional. En el año 1972 fue nominado para el Premio Nobel de la Paz.

### Movimiento por unhabeas corpusmundial
La creación del World habeas corpus pretendía la extensión del habeas corpus internacionalmente con el objeto de proteger a cualquier persona que fuera arbitrariamente detenida. Para su efectividad se requería la creación de un tribunal internacional que velara por su cumplimiento

### El testamento vital –living will-
Luis Kutner es el creador del primer testamento vital –también conocido como voluntades anticipadas o instrucciones previas- (living will en inglés). En 1967 y a propuesta Kutner se creó el centro Euthanasia Educational Council, organización dependiente de la Euthanasia Society of America que comenzará la difusión del primer testamento vital

## Obras
Autor
- 1944 – The Admiral (El almirante), - Biografía de George Dewey con Laurin Healy
- 1948 – Fights and Cascades (poesía),
- 1948 - Moon Splashed (poesía)
- 1948 - Red Wine and Shadows (poesía)
- 1953 – Live in Twelve Minutes, con W.T. Brannon, (novela)
- 1957 - The International Court of Habeas Corpus and the United Nations Writ of Habeas Corpus
- 1958 - World Habeas Corpus: A Proposal for International Court of Habeas Corpus and the United Nations Writ of Habeas Corpus
- 1961 – World Habeas Corpus
- 1962 – I, the Lawyer
- 1967 – Wrote the first living will
- 1970 – Legal Aspects of Charitable Trusts and Foundations: A Guide for Philanthropoids, The Intelligent Women's Guide to Future Security (publicado también como How to Be a Wise Widow en 1974)
- 1974 - Due Process of Rebellion
- 1974 – The Trialle of William Shakespeare (teatro)

Editor
- 1970 - The Human Right to Individual Freedom: A Symposium on World Habeas to Corpus